# Curt Kihlstedt
Curt Axel Kihlstedt, född 8 december 1927 i Stockholm, död den 28 oktober 1996 i Lund, var en svensk företagsekonom.

## Utbildning
Kihlstedt disputerade vid Handelshögskolan i Stockholm 1961 på doktorsavhandlingen Sortiment inom detaljhandeln:studier inom detaljhandelsföretag av sortimentsstorlek och sammansättning samt vissa kostnads- och intäktssamband och blev därigenom ekonomie doktor. Han var från 1963 professor i företagsekonomi vid Lunds universitet. 
Kihlstedt vilar på Norra kyrkogården i Lund.

## Utmärkelser
- Ledamot av Ingenjörsvetenskapsakademien (LIVA 1969)
- Ledamot av Kungliga Humanistiska Vetenskapssamfundet i Lund (LLHS 1967)
- Ledamot av Vetenskapssocieteten i Lund (LVSL 1966, preses 1976–1979)